# Otto Nordt
Otto Nordt (* 12. Januar 1902 in Dreschvitz auf Rügen; † 25. Juli 1976 in Elmshorn) war ein deutscher Marineoffizier und Ritterkreuzträger. Er diente ohne Unterbrechung 41 Jahre lang unter sechs verschiedenen Flaggen: in der Reichsmarine, der Kriegsmarine, dem Deutschen Minenräumdienst, dem Minenräumverband Cuxhaven, dem Seegrenzschutz und der Bundesmarine.

## Laufbahn

### Reichs- und Kriegsmarine
Otto Nordt war einer der Marineoffiziere, die aus der Unteroffizierslaufbahn hervorgingen. Er trat am 1. Oktober 1921 in die Reichsmarine ein und stieg über die Dienstgrade Signalgefreiter (1927), Signalmaat, Obersignalmaat (1931) bis zum Stabsoberbootsmann auf. Im Gefolge des Deutsch-britischen Flottenabkommens von 1935 und der nun intensiv betriebenen Vergrößerung der am 1. Juni 1935 in Kriegsmarine umbenannten deutschen Marine wurde Nordt als Mitglied der „Crew 36“ in die Offizierslaufbahn übernommen.
Nach entsprechender Lehrgangsteilnahme diente er von Oktober 1938 bis Februar 1940 als 1. Wachoffizier auf dem Schul- und Versuchsboot Claus von Bevern, dem ehemaligen Torpedoboot V 190 bzw. T 190, beim Sperrversuchs-Verband. Nach zwei weiteren Monaten an der Marineschule Mürwik erfolgte am 1. Mai 1940 seine Beförderung zum Leutnant zur See und seine gleichzeitige Versetzung als 1. Wachoffizier auf das Räumbootbegleitschiff Raule. Schon im Juli 1940 wurde er Kommandant dieses Schiffes. Am 1. April 1941 wurde er zum Oberleutnant zur See befördert und am 6. November 1941 mit dem Eisernen Kreuz I. Klasse ausgezeichnet. Nordt blieb Kommandant der Raule bis zu ihrem Untergang am 9. Mai 1942, als das Schiff während der Vorbereitungen für den Kanal-Durchbruch des Hilfskreuzers Stier nach einer Kollision mit dem Minenräumboot R 45, das dabei ebenfalls verloren ging, nordwestlich von Boulogne-sur-Mer sank.
Von Juli bis Dezember 1942 diente Nordt dann im Stab der 2. Sicherung-Division, danach bis März 1943 in der 2. Kriegsschiffbaulehrabteilung. Im März 1943 wurde er Kommandant des Minensuchboots M 476 (26. Minensuchflottille, Korvettenkapitän Karl Marguth, französische Atlantikküste), und am 1. April erfolgte seine Beförderung zum Kapitänleutnant. Ab September 1943 war er Kommandant des Minensuchboots M 254 und gleichzeitig stellvertretender Chef der 8. Minensuchflottille unter Korvettenkapitän Arnulf Hölzerkopf, die ebenfalls in Westfrankreich/Biskaya eingesetzt war. Am 8. November 1943 wurde er mit der Nennung in der Ehrentafel der Kriegsmarine ausgezeichnet. Im Dezember 1943 übernahm Kapitänleutnant Nordt als Chef die in Cuxhaven neu aufgestellte 14. Räumbootsflottille, die er über das Kriegsende hinaus bis September 1945 führte. Nach dem Einfahren in der Deutschen Bucht diente die Flottille im Rahmen der 2. Sicherungs-Division im Ärmelkanal und vor der niederländischen Küste, wo sie Einsätze gegen die Invasionsflotte der Alliierten sowie Minenlegeunternehmen fuhr und dabei wiederholt in schwere Gefechte mit britischen MTBs verwickelt wurde. Für diese Einsätze wurde Nordt am 17. Juli 1944 mit dem Deutschen Kreuz in Gold und am 6. September 1944 mit dem Ritterkreuz zum Eisernen Kreuz ausgezeichnet. Viele Angehörige seiner Flottille erhielten das Eiserne Kreuz II. und I. Klasse. Dann wurde die Flottille zunächst nach Wilhelmshaven zur 5. Sicherungs-Division und schließlich 1945 in die Danziger Bucht verlegt. In den letzten Kriegsmonaten beteiligte sie sich an der Evakuierung von Verwundeten und Flüchtlingen aus Ostpreußen. Bei Kriegsende lag die Flottille im dänischen Stubbekøbing.

### Nachkriegsjahre
Die Flottille wurde dann unter britischem Befehl in der 3. Minenräumdivision des Deutschen Minenräumdiensts in der westlichen Ostsee zum Minenräumen eingesetzt. Ab 4. September 1945 wurden die verbliebenen Boote der Flottille in Kopenhagen an die dänische Marine übergeben.
Nordt diente weiterhin beim Deutschen Minenräumdienst und nach dessen Auflösung vom 1. Januar 1948 bis zum 30. Juni 1951 beim Minenräumverband Cuxhaven. Am 1. Juli 1951 wechselte er als „Kapitänleutnant im BGS“ zu dem frisch gegründeten Seegrenzschutz, wo er im Grenzschutzkommando Küste die Personalangelegenheiten der Unteroffiziere und Mannschaften bearbeitete und zum „Stabskapitän im BGS“ (entsprach dem Korvettenkapitän) befördert wurde. Als der Seegrenzschutz am 1. Juli 1956 von der Bundeswehr übernommen und damit zur Basis der neuen Bundesmarine wurde, wechselte Nordt mit dem Dienstgrad Korvettenkapitän in die Bundesmarine. Dort diente er bis zum 31. März 1962.